# Casilda Caymaris i Vives
Casilda Caymaris i Vives (Ciutadella de Menorca, 3 d'abril de 1822 - 6 de febrer de 1896) fou una dona menorquina, benefactora de Ciutadella. Descendent de família benestant, molt devota i fadrina, en morir, deixà els seus béns a diverses institucions religioses de la ciutat, entre elles les carmelites de Ciutadella. El llegat incloïa la seva casa del carrer de Maó, 16, al costat de la qual s'hi construí una capella, que s'encarregà a Enric Sagnier i Villavechia.
L'inici del seu reconeixement com a filla il·lustre va començar el 23 de setembre de 1916:
A propuesta del concejal Sr. Pallicer, el Ayuntamiento acuerda que se incluya en la relación de personas que, por sus relevantes cualidades y servicios prestados a la patria, han de figurar sus retratos en el Salón de Sesiones del Ayuntamiento el nombre de Doña Casilda Caimaris Vives.
Amb tot, no fou fins 103 anys més tard, el 2019, que es penjà el seu retrat al Saló Gòtic de l'ajuntament. Es desconeix el motiu d'aquest retard. També se l'homenatjà amb un carrer de la seva ciutat.